# Dürrenhof (Rothenburg ob der Tauber)

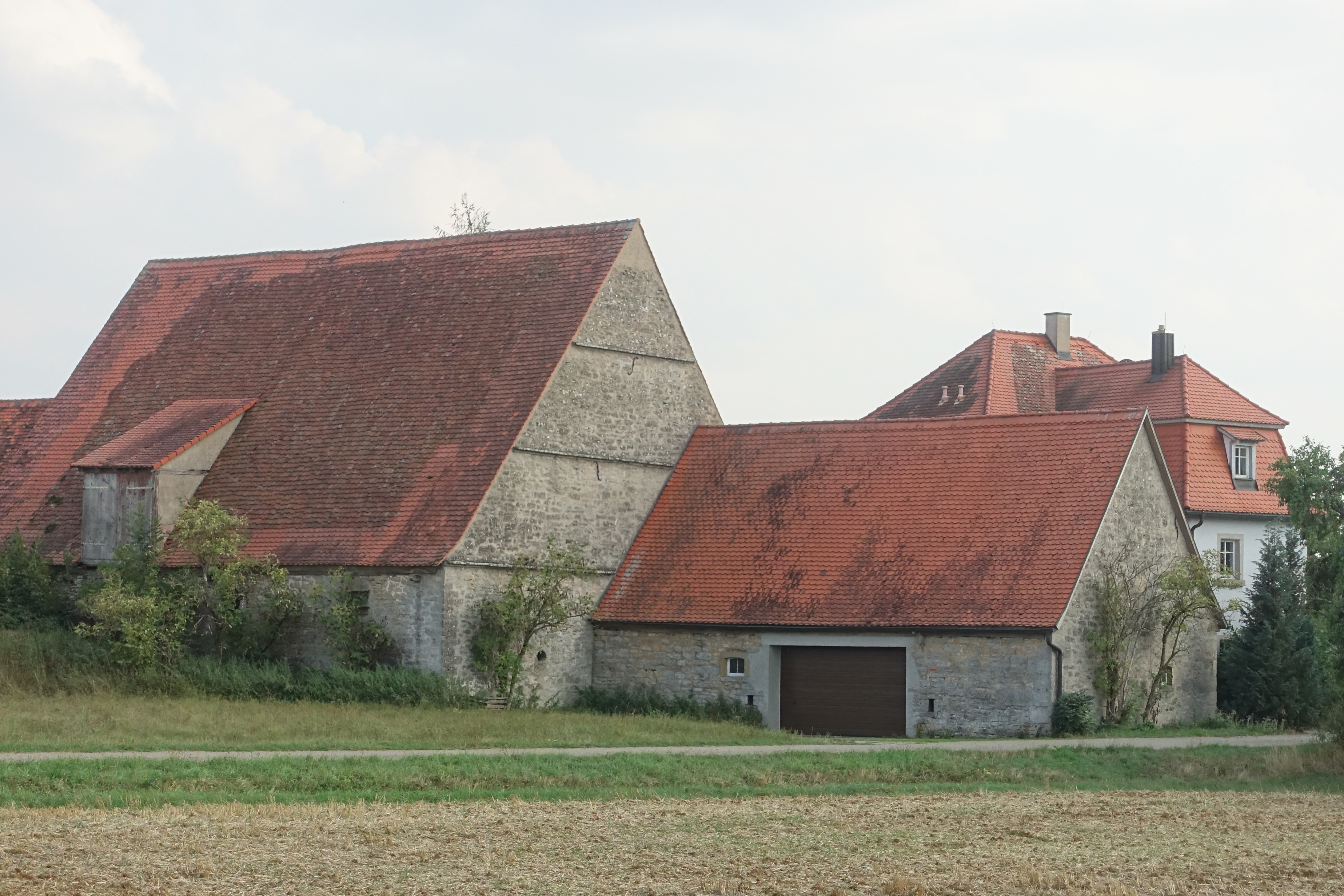
Blick auf Schloss Dürrenhof, Rothenburg ob der Tauber (2018)

Dürrenhof ist ein Gemeindeteil der Großen Kreisstadt Rothenburg ob der Tauber im Landkreis Ansbach (Mittelfranken, Bayern). Dürrenhof liegt in der Gemarkung Rothenburg ob der Tauber.

## Geografie
Die Einöde liegt oben an der nördlichen Hangschulter der Talschlucht des Vorbach, der gegenüber der Rothenburger Bronnenmühle von Westen der Tauber zuläuft, nur 30 Meter überm und 100 Meter entfernt vom nicht viel größeren Talweiler Vorbach. Ein Anliegerweg führt zur Staatsstraße 1020 (0,6 km nördlich), die nach Reutsachsen (1,1 km westlich) bzw. nach Bronnenmühle verläuft (1,5 km östlich).

## Geschichte
Mit dem Gemeindeedikt (frühes 19. Jahrhundert) wurde der Ort dem Steuerdistrikt und der Munizipalgemeinde Rothenburg ob der Tauber zugewiesen.

### Baudenkmal
- Haus Nr. 4: Landschlösschen, Mansarddach, bez. 1755; Scheune, im Kern 16. Jahrhundert, renoviert 1762.[6]

### Einwohnerentwicklung
| Jahr      | 001818 | 001840 | 001871 | 001885 | 001900 | 001925 | 001950 | 001961 | 001970 | 001987 |
| Einwohner | 12     | 16     | 12     | 16     | 16     | 19     | 28     | 12     | 9      | 4      |
| Häuser    | 3      | 2      |        | 3      | 3      | 3      | 3      | 4      |        | 2      |
| Quelle    | [ 8 ]  | [ 9 ]  | [ 10 ] | [ 11 ] | [ 12 ] | [ 13 ] | [ 14 ] | [ 15 ] | [ 16 ] | [ 1 ]  |

## Religion
Der Ort ist seit der Reformation evangelisch-lutherisch geprägt und bis heute nach St. Jakob (Rothenburg ob der Tauber) gepfarrt. Die Einwohner römisch-katholischer Konfession sind nach St. Johannis (Rothenburg ob der Tauber) gepfarrt.